# Haima Aishang
Haima 1 или Haima Aishang (кит. 海马爱尚) — городской автомобиль, выпускающийся китайской компанией Haima с 2012 года. В иерархии расположен ниже субкомпактного Haima 2.

## Описание
В 2010 году был представлен концепт-кар Haima M11. Первоначальный дизайн сильно напоминает первое поколение Chevrolet Spark с передней частью от BYD F0. 
Серийная версия была представлена в 2012 году на Пекинском автосалоне под названием Haima 1. При разработке дизайна компания Haima опиралась на шестое поколение Mitsubishi Mirage.
Позже Haima 1 был переименован в Haima Aishang (爱尚). Автомобиль выпускался в кузове пятидверный хетчбэк, а ценовой диапазон варьировался от 35800 до 45800 юаней.

Haima Aishang оснащается бензиновым двигателем объёмом 1,0—1,2 л, который изначально сочетался в паре только с пятиступенчатой механической трансмиссией. С 2014 года двигатель стал сочетаться в паре с пятиступенчатой автоматической трансмиссией, а ценовой диапазон стал варьироваться от 42800 до 44800 юаней.

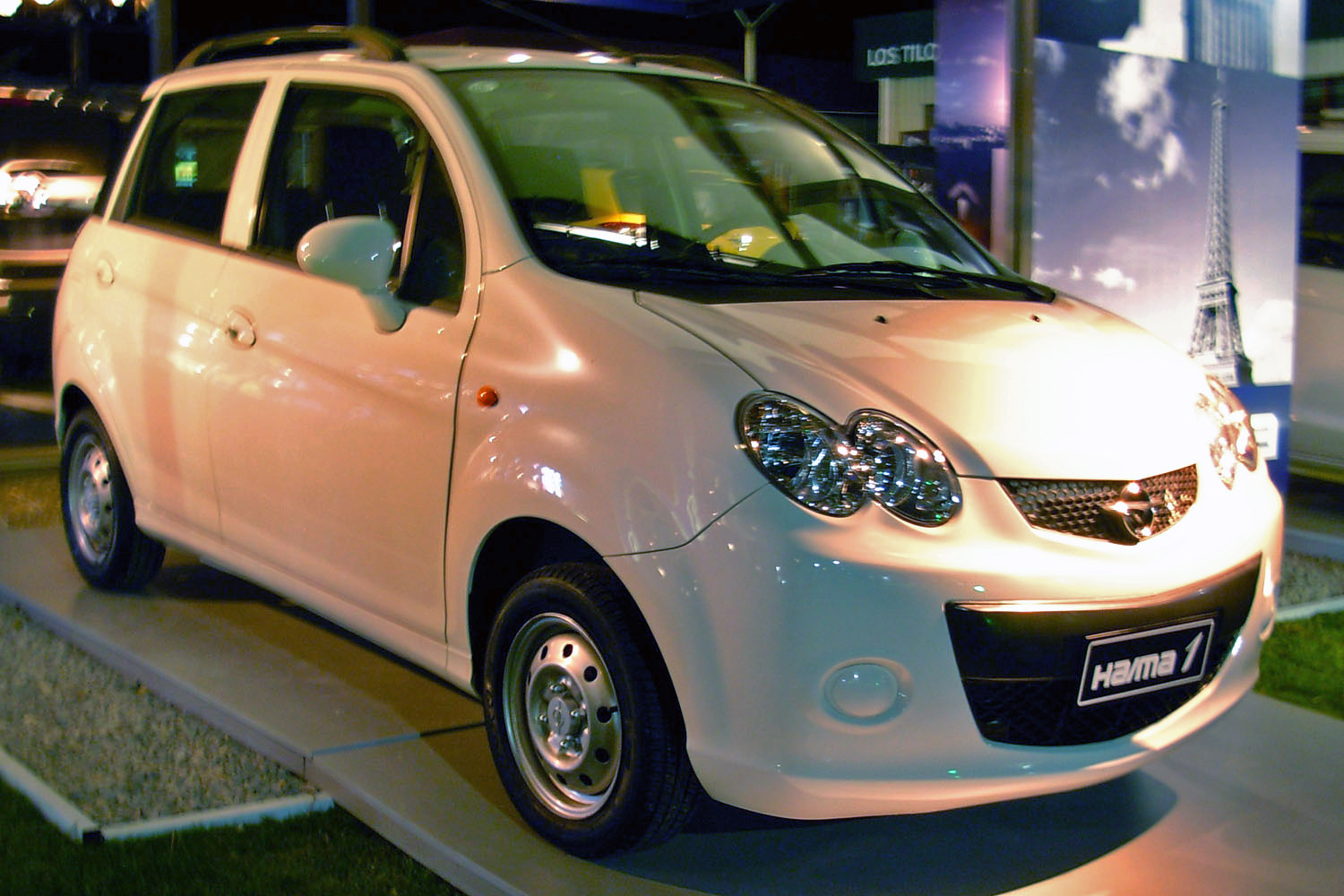
Вид спереди
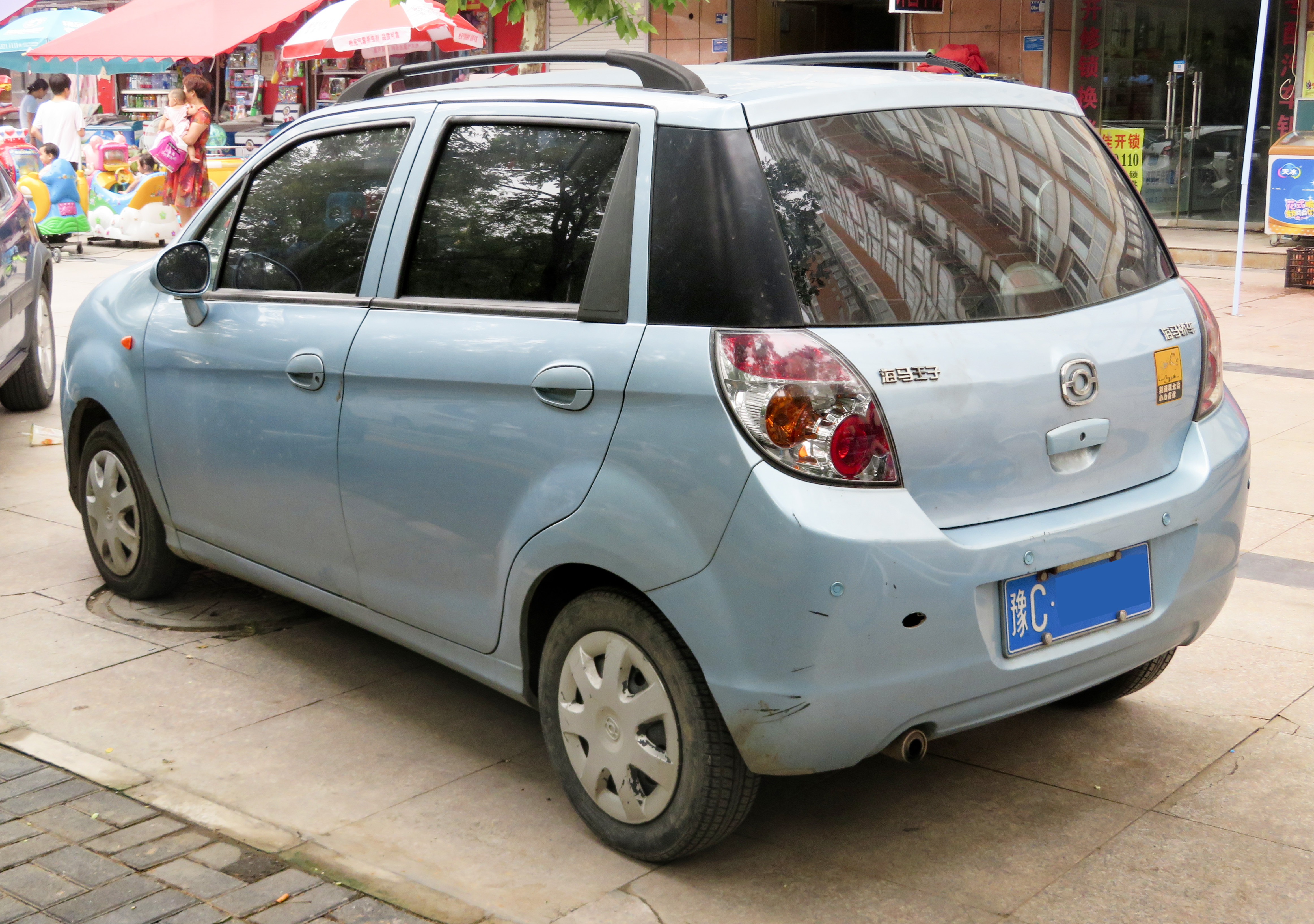
Вид сзади

## Haima Aishang EV160 (май 2015—май 2017)

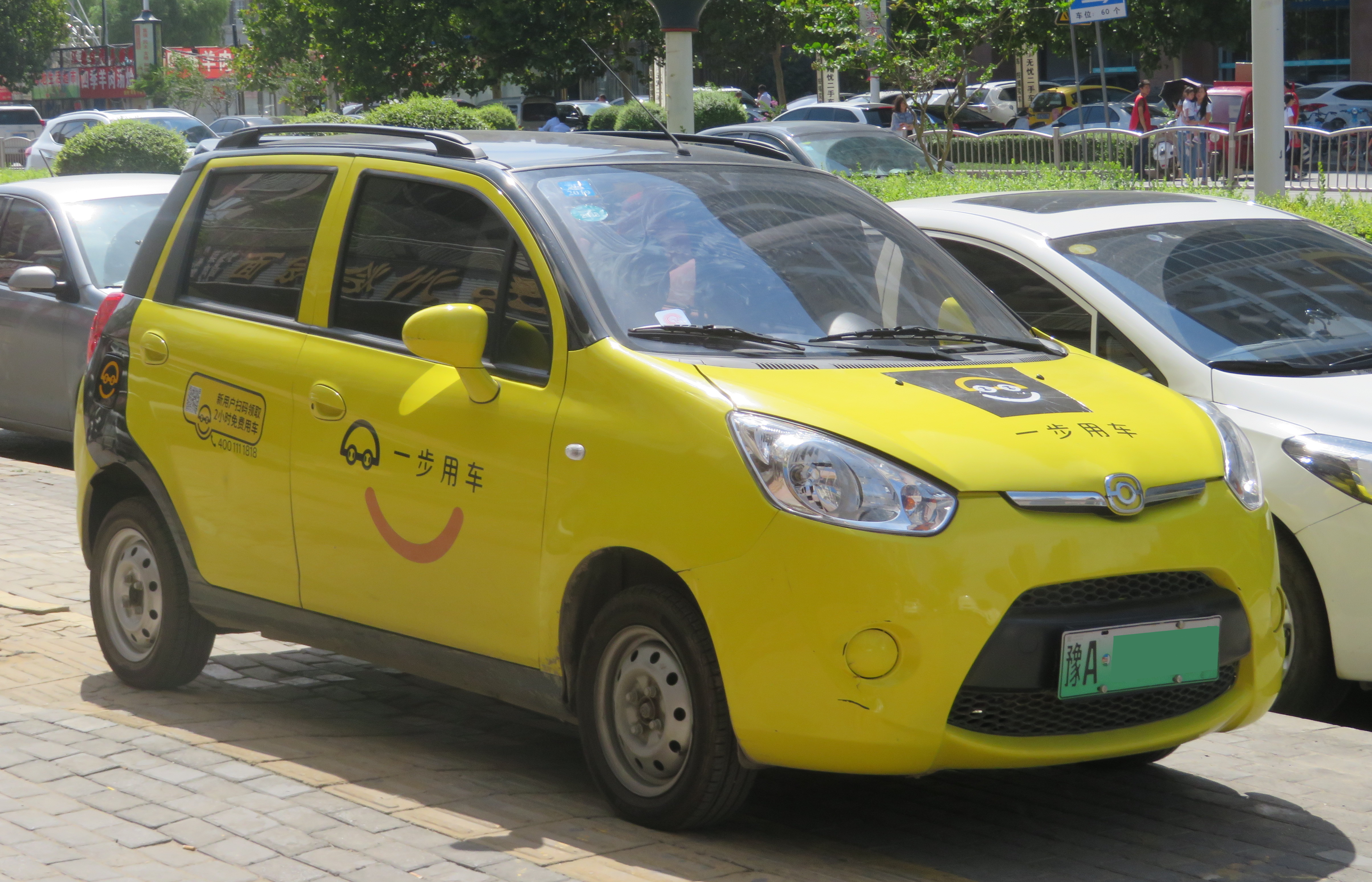
Haima Aishang EV

Haima Aishang EV160 является первым электромобилем на базе Haima Aishang. Он дебютировал в апреле 2015 года на Шанхайском автосалоне. Автомобиль приводился в движение электродвигателем мощностью 28 л. с. с аккумулятором ёмкостью 18,2 кВт⋅ч, что обеспечивает запас хода 160 км при постоянной скорости 60 км/ч. Максимальная скорость 102 км/ч.

## Haima Aishang EV200 (май 2017—май 2019)

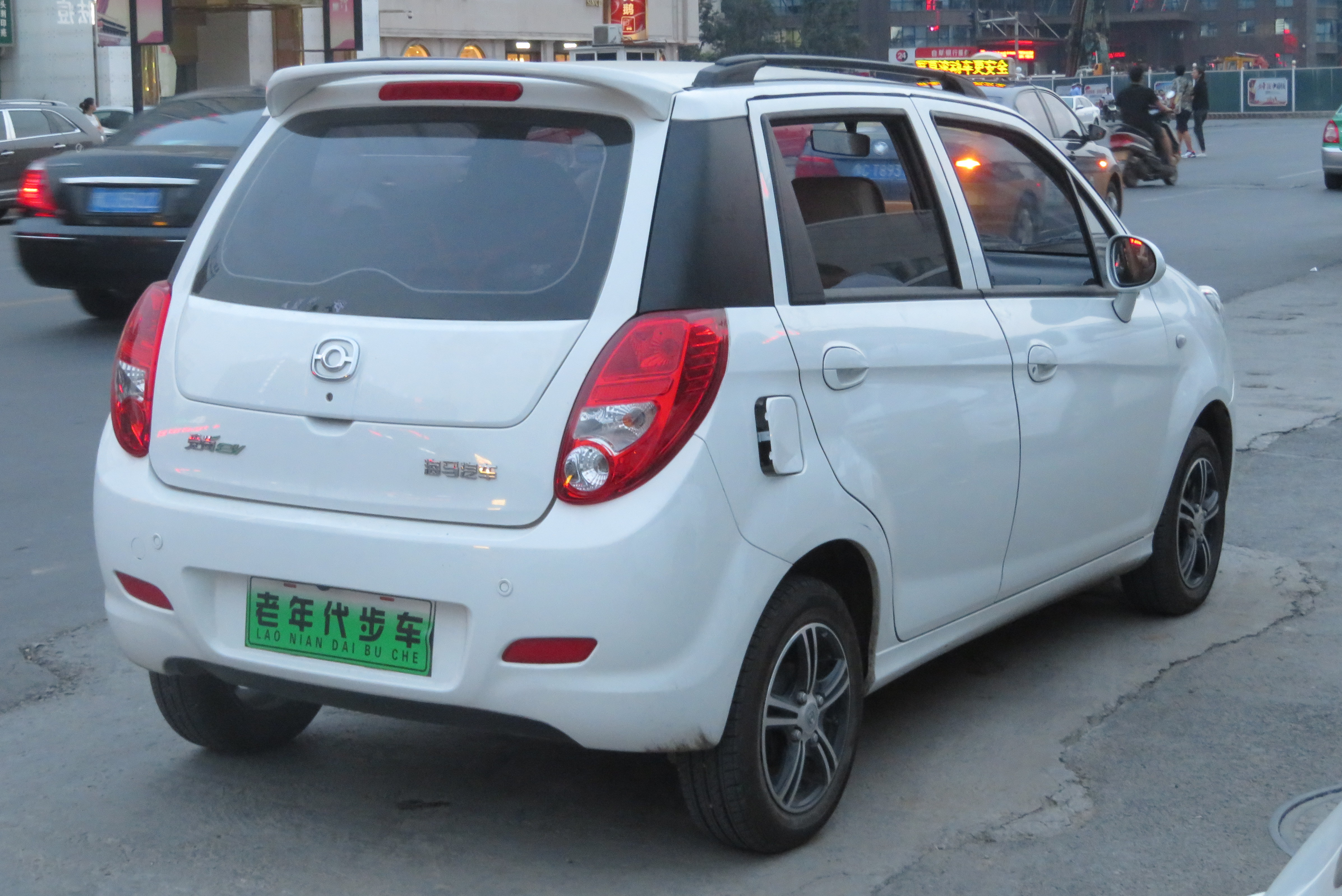
Вид сзади

Haima Aishang EV200 являлся модернизацией предшественника EV160. Мощность электродвигателя была увеличена до 40 кВт, что соответствует 54 л. с. Ёмкость аккумулятора составила 21 кВт⋅ч. При постоянной скорости 60 км/ч запас хода составляет 202 км (по китайскому стандарту). Максимальная скорость прежняя (102 км/ч). Впервые модель была представлена в середине 2016 года, а на китайский рынок поступила в мае 2017 года. Цена составляла 103800 юаней.
По состоянию на 2018 год Haima Aishang EV являлся единственным электромобилем, присутствующим на китайском рынке после прекращения производства автомобиля с ДВС.

## Haima Aishang EV (с мая 2019)
Производство электромобиля Haima Aishang EV началось в мае 2019 года в трёх комплектациях, каждая из которых отличается зарядной ёмкостью литий-ионного аккумулятора. Ёмкость аккумулятора базовой комплектации составляет 26,1 кВт⋅ч (цена 99800 юаней). Имеются и другие варианты: один с аккумулятором ёмкостью 34,05 кВт⋅ч и обычным рулевым колесом, а другой с аккумулятором ёмкостью 32,54 кВт⋅ч и многофункциональным рулевым колесом (цена 116490 юаней). Последние два варианта могут быть экспортными.